# Twierdzenie de Rhama
Twierdzenie de Rhama - twierdzenie geometrii różniczkowej formalizujące związek pomiędzy łańcuchami a formami różniczkowymi. Stanowi ono, że istnieje izomorfizm pomiędzy n-tymi 
grupami homologii i kohomologii:
{\displaystyle H_{n}(X)\cong H^{n}(X)\,.}
Twierdzenie de Rhama pozwala związać obszar całkowania z formą różniczkową znajdującą się pod znakiem całki. Zależność ta znajduje potwierdzenie w uogólnionej postaci twierdzenia Stokesa:
{\displaystyle \int _{\partial \Omega }\omega =\int _{\Omega }\operatorname {d} \omega \,.}

## Definicja

### N-ta grupa homologii
Dla kompleksu łańcuchowego {\displaystyle X} z operatorem brzegu {\displaystyle \partial }, n-tą grupą homologii nazywamy grupę ilorazową
{\displaystyle H_{n}(X)=Z_{n}(X)/B_{n}(X)\,,}
gdzie
{\displaystyle {\displaystyle Z_{n}(X)=\ker \partial _{n}\quad B_{n}(X)=\mathrm {im} \partial _{n+1}\,.}}

### N-ta grupa kohomologii
Dla kompleksu de Rhama {\displaystyle X} z operatorem różniczki {\displaystyle d}, n-tą grupą kohomologii nazywamy grupę ilorazową
{\displaystyle H^{n}(X)=Z^{n}(X)/B^{n}(X)\,,}
gdzie
{\displaystyle {\displaystyle Z^{n}(X)=\ker d_{n+1}\quad B^{n}(X)=\mathrm {im} d_{n}\,.}}

### Twierdzenie de Rhama
Przy zdefiniowaniu izomorfizmu postaci:
{\displaystyle \sigma \mapsto \omega {\Bigg |}\int _{\sigma }\omega =0\,,}
gdzie {\displaystyle \sigma } jest łańcuchem, a {\displaystyle \omega } jest odpowiadającą mu formą różniczkową, prawdziwe jest zdanie
{\displaystyle H_{n}(X)\cong H^{n}(X)\,.}

## Interpretacja i konsekwencje
Poza wcześniej wspomnianym powiązaniu idei łańcucha i formy różniczkowej (a zatem obszaru całkowania i wyrażenia podcałkowego) twierdzenie to ma dalej idące konsekwencje.
Homologia jest w topologii algebraicznej istotnym narzędziem analizy natury uogólnionego geometrycznego pojęcia otworu (dziury) w rozmaitościach. Ilość wymiarów n-tej grupy homologicznej odpowiada liczbie n-wymiarowych dziur w rozmaitości.
Kohomologia bada natomiast pojęcie nieciągłości w kontekście analitycznym za pomocą form różniczkowych. Intuicyjnie, nieciągłości te można interpretować jako dziury, lecz nie są one w sposób nietrywialny połączone z ideą geometryczną.
Izomorfizm między grupami homologii i kohomologii dowodzi, że dziury geometryczne i analityczne są w praktyce jednoznaczne, co jest istotnym wnioskiem dla rozmaitości różniczkowych. Dowodzi on również, że n-wymiarowe dziury geometryczne można badać poprzez liczbę wymiarów n-tej grupy kohomologii i vice versa.